# Karl Eglseer
Karl Eglseer, avstrijski general, * 5. julij 1890, † 23. junij 1944.